# Белая Холуница
Бе́лая Холуни́ца — город в России, административный центр Белохолуницкого района Кировской области.
Население — 9659 чел. (2021).
Распоряжением Правительства РФ от 29 июля 2014 года № 1398-р «Об утверждении перечня моногородов» Белохолуницкое городское поселение включено в категорию «Монопрофильные муниципальные образования Российской Федерации (моногорода) с наиболее сложным социально-экономическим положением».

## Название
Своё название административный центр получил от названия реки Белой Холуницы, которая делит город на две части и является притоком реки Вятки с протяжённостью в 160 км.

## История
Основан в 1764 году в связи со строительством Новотроицкого Холуницкого (Белохолуницкого) железоделательного завода. Строительство завода требовало много рабочей силы. С этой целью будущий владелец завода Савва Яковлев купил несколько сотен крепостных крестьян в Новгородской и Вологодской губерниях. Полагают, что именно по этой причине, у жителей Белой Холуницы до сих пор проскальзывает в разговорной речи «окающий» выговор, характерный для Вологодской губернии. 6 сентября 1764 года состоялось торжественное перекрытие реки и сооружение первой деревянной плотины. Впоследствии Белохолуницкий пруд неоднократно углубляли и расширяли.
В 19-м веке центр Холуницкого горонозаводского округа. Работали женская школа кружевниц, школа плетения из ивы (корзины, дорожные сундуки, мебель). В 1861 году было завершено строительство крупной церкви Воскресения Христова, просуществовавшей до 1962 года. Сохранились здания, построенные в 1890-х годах.
С 1928 по 1965 годы — посёлок городского типа Белохолуницкий.
Получил статус города в 1965 году.
В 2000 году в Белой Холунице была возрождена существовавшая в Вятской губернии традиция паломничества к Пламенным младенцам — Климковский крестный ход, проходящий по территории района ежегодно со 2 по 5 августа.

## География
Город расположен в Предуралье, на террасах реки Белой Холуницы (приток Вятки), в 82 км от Кирова на федеральной трассе Р-243 «Кострома-Шарья-Киров-Пермь».

## Население
| 1873 | 1926 |
| ---- | ---- |
| 5713 | 3038 |

| 1931    | 1939    | 1959    | 1970    | 1979    | 1989    | 1992    | 1993    |
| ------- | ------- | ------- | ------- | ------- | ------- | ------- | ------- |
| 5100    | ↗6800   | ↗10 407 | ↗12 275 | ↗13 021 | ↗13 367 | ↗13 400 | ↘13 300 |
| 1996    | 1998    | 2000    | 2001    | 2002    | 2003    | 2005    | 2006    |
| ↘13 000 | ↘12 600 | ↘12 200 | ↘12 000 | ↘11 975 | ↗12 000 | ↘11 700 | ↘11 600 |
| 2007    | 2008    | 2009    | 2010    | 2011    | 2012    | 2013    | 2014    |
| ↘11 500 | →11 500 | ↘11 408 | ↘11 232 | ↘11 200 | ↘11 053 | ↘10 824 | ↘10 717 |
| 2015    | 2016    | 2017    | 2018    | 2019    | 2020    | 2021    |         |
| ↘10 639 | ↘10 597 | ↘10 517 | ↘10 406 | ↘10 257 | ↘10 100 | ↘9659   |         |

На 1 января 2025 года по численности населения город находился на 936-м месте из 1124 городов Российской Федерации.
Демографическая ситуация в городе достаточно сложная. Среднегодовая численность населения города имеет тенденцию к снижению (в среднем 1 % в год во второй половине 2000-х гг.).
Отмечается естественная и механическая убыль населения. В результате снижается как общая численность населения, так и численность населения в трудоспособном возрасте.

## Экономика
- Деревообрабатывающий комбинат
- Белохолуницкий леспромхоз

## Достопримечательности
- краеведческий музей[3]

## Галерея

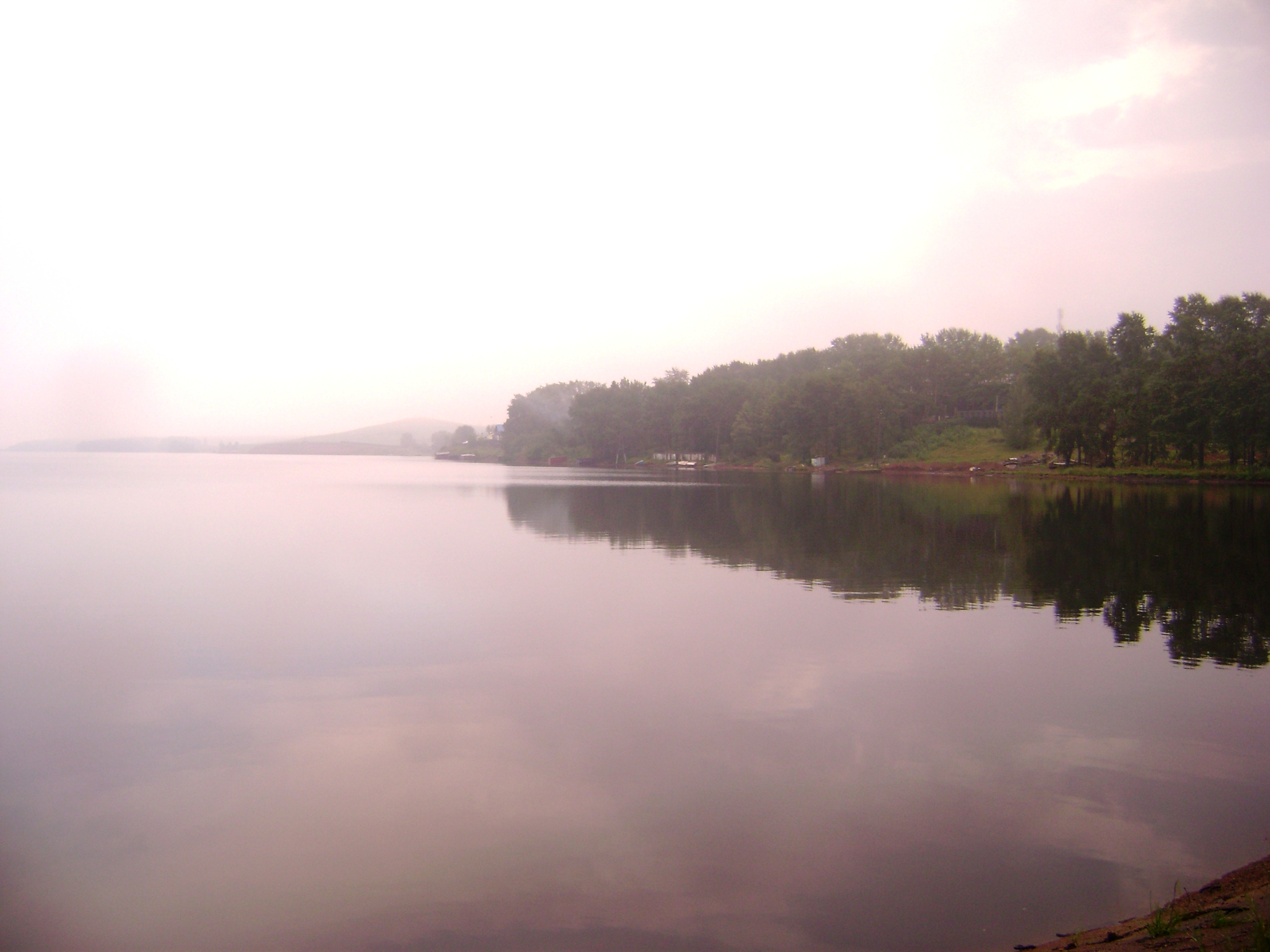
Белохолуницкий пруд
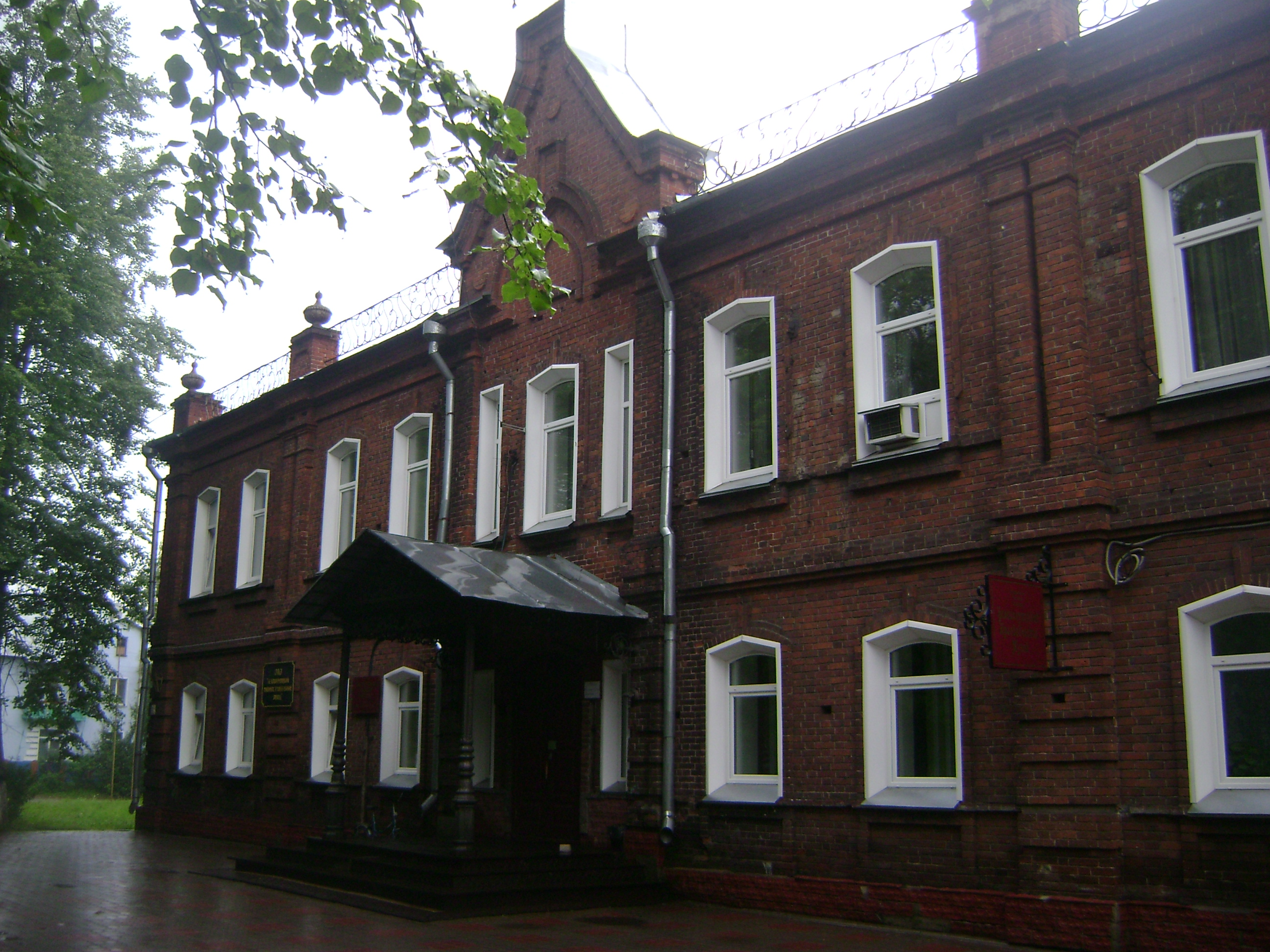
Здание бывшего заводоуправления (1893), ныне краеведческий музей
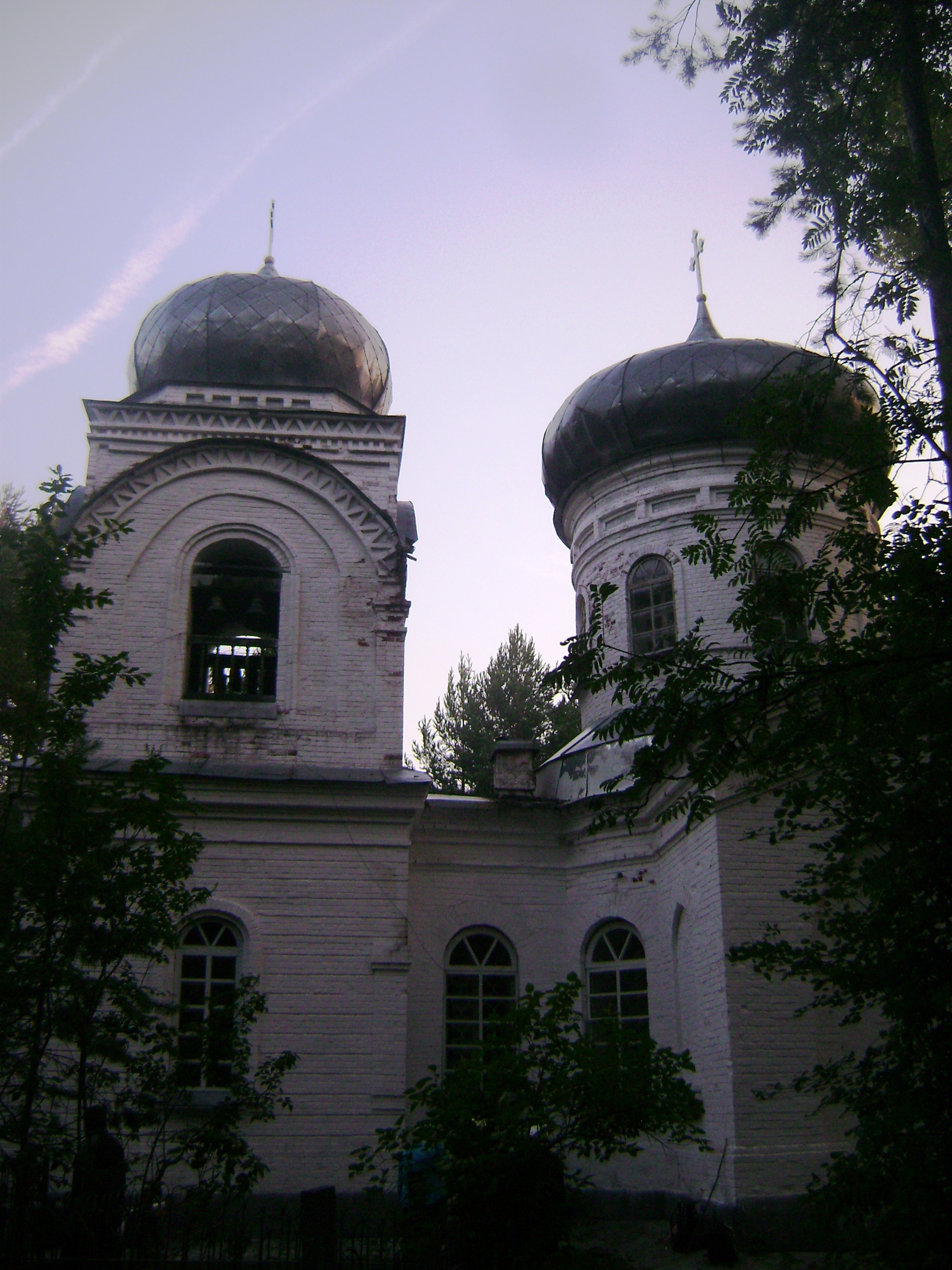
Храм Всех Святых (1864-1868; 1887)
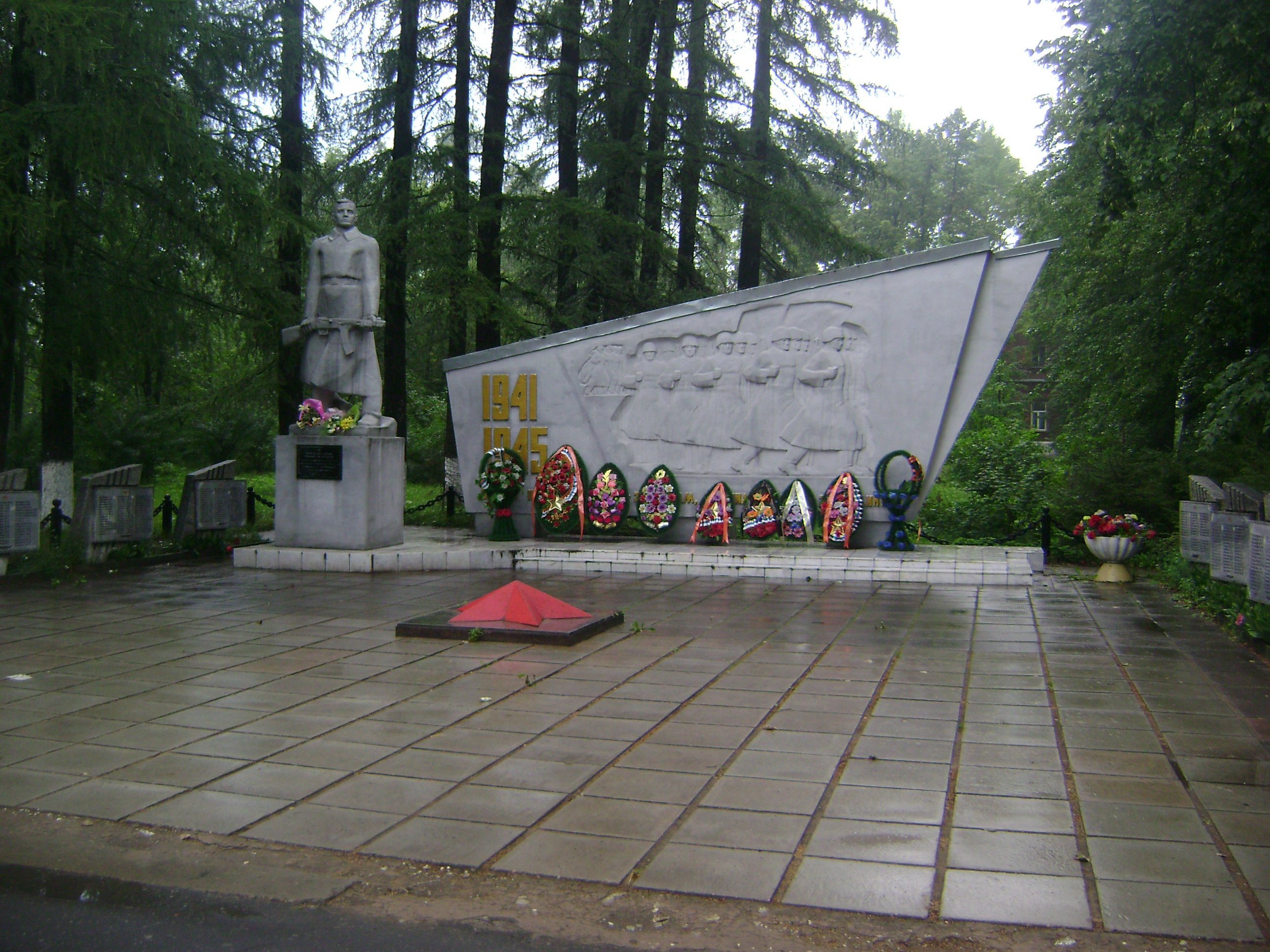
Памятник землякам-участникам Великой Отечественной войны
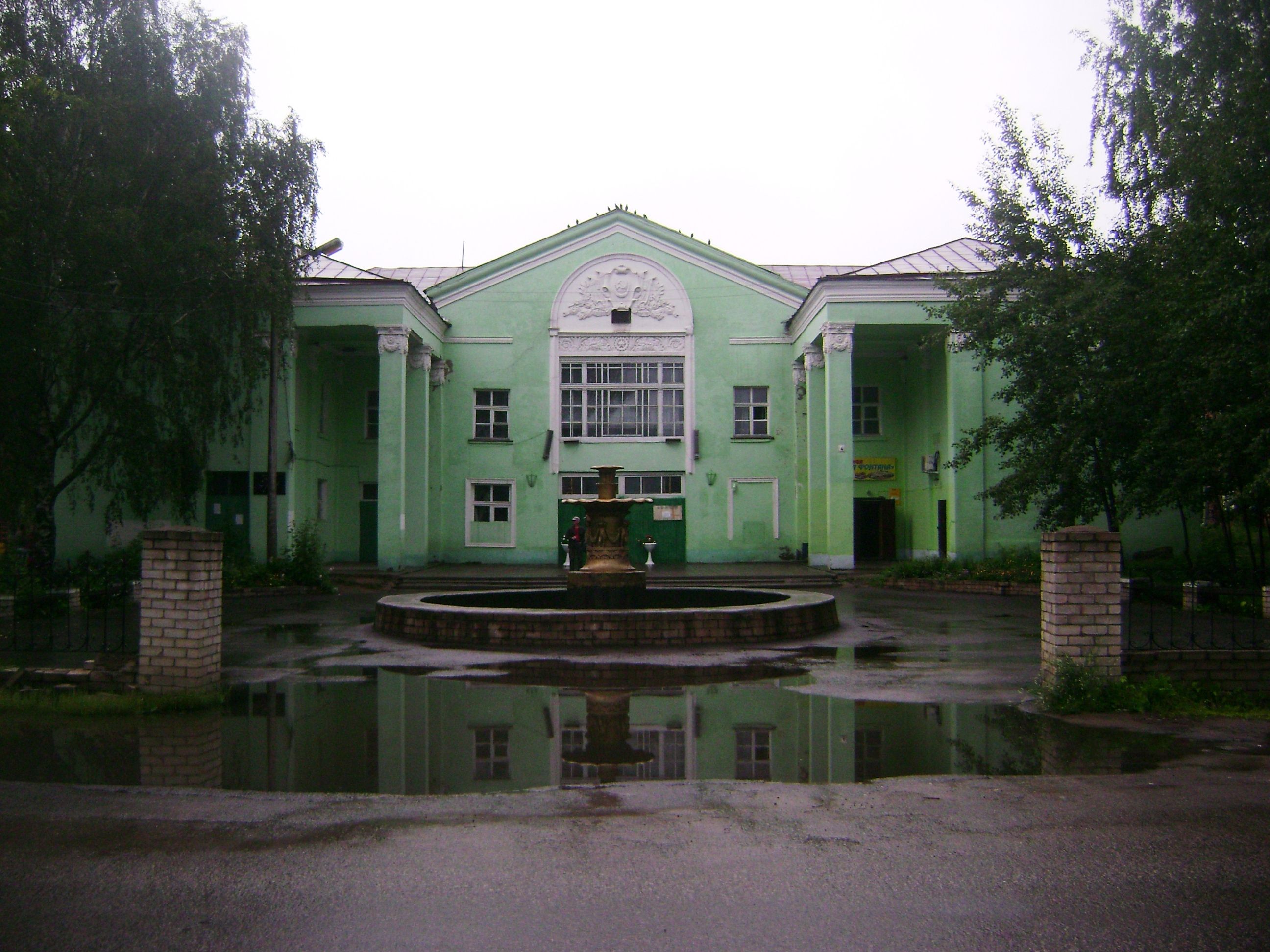
Дом культуры (1955)
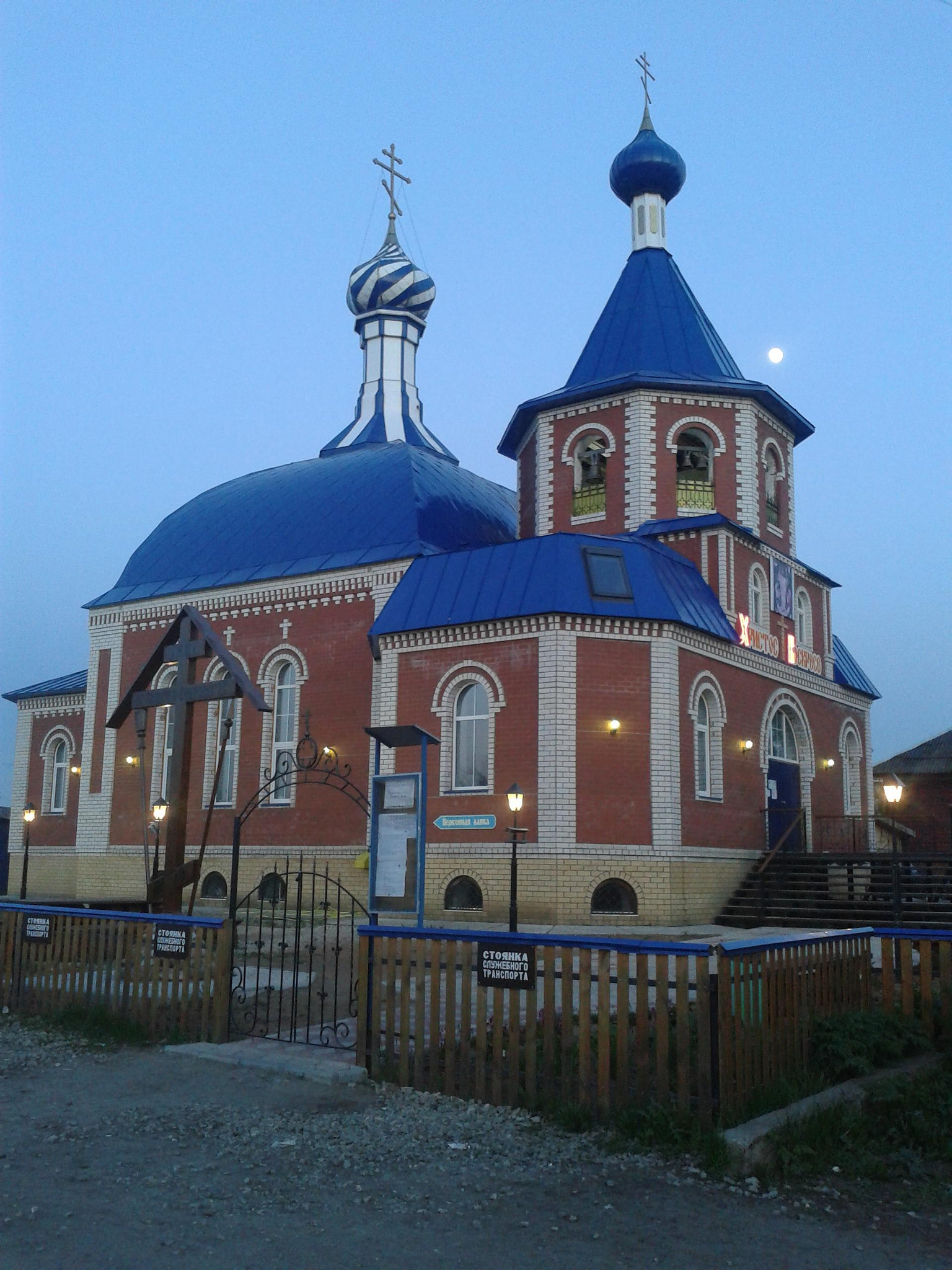
Храм Воскресения Христова
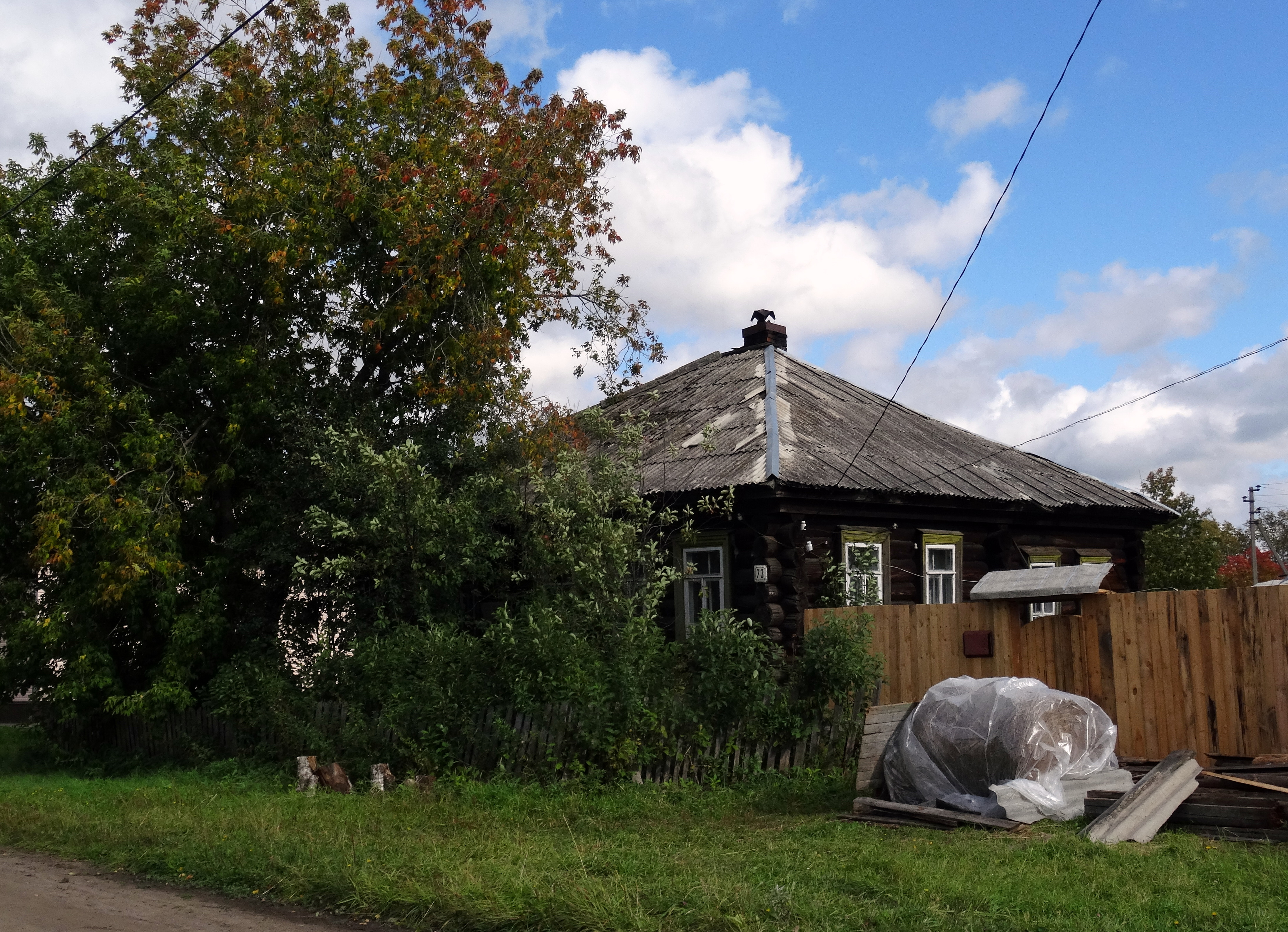
Дом в котором выросла медсестра-партизанка Тамара Усатова